# Булич, Юсуф
Юсуф Булич (серб. Јусуф Булић / Jusuf Bulić; 1952—1998) — сербский криминальный авторитет, позднее предприниматель.

## Биография
О ранней жизни Булича неизвестно почти ничего. В начале 1970-х годов он вступил в банду Любомира Магаша и с Раде Чалдовичем эмигрировал в Италию. Там его знакомыми стали многочисленные грабители, в числе которых были и легендарные Желько Ражнатович и Джордже Божович. В Милане Булич вступил в клан Магаша.
В начале 1977 года Булич впервые попался в руки полиции, когда в Амстердаме был пойман с фальшивыми водительскими правами. Спустя год в Австрии 27 октября 1978 в кафе Hauptpost от его рук был убит черногорский преступник Велько Кривокапич, к чему приложили руки и Магаш, и Чалдович. При попытке бежать Булич перебрался в Германию и даже укрылся в Кёльнском соборе, но был арестован и передан в руки австрийского правосудия. После отбывания наказания уехал в Вену, а оттуда — в Лондон.
10 ноября 1986 Горан Вукович, новоиспечённый член клана Магаша, застрелил своего босса, и Булич вынужден был вернуться на родину. В Югославии он занялся предпринимательством: открыл кафе «Зона Замфирова», казино «Русский царь» и несколько развлекательных заведений в Белграде. Среди известных кафе Булич приобрёл «Пирану» и «22», отбив их у владельца гостиницы Миодрага Батричевича по кличке «Мия Гавран».
Долгое время проживал с семьёй в Железнике, где вскоре выкупил одноимённый футбольный клуб и стал его президентом. «Железник» попал вскоре в Первую союзную лигу Югославии и впервые провёл на высшем уровне матчи против грандов югославского футбола «Црвена Звезда» и «Партизан».
4 мая 1998 Булич, выходя из кафе «22» в Новом-Белграде, сел за руль своего автомобиля и не успел включить зажигание, как тут же попал под обстрел. Булича и его телохранителей Петара Вуичича (41 год) и Ненада Рашчанина (26 лет) неизвестные расстреляли из автомата Калашникова, все погибли на месте (нападение во время попытки завести автомобиль в Югославии являлось распространённой схемой убийства криминальных авторитетов) . Под подозрением оказывались многие, в том числе и известный авторитет Станко «Цанет» Суботич. Возможным мотивом для покушения стала давняя вражда убийцы с бывшими соратниками Желько Ражнатовича.
Сын Юсуфа Булича, Аца, продолжил предпринимательские дела отца и стал президентом клуба «Железник», а также казино (позднее ресторана) «Русский царь». Он баллотировался на должность председателя Футбольного союза Сербии, но в марте 2012 года оказался на скамье подсудимых по обвинению в вооружённом нападении на дом Драгана «Пиксии» Стойковича, футбольного функционера.